# Elymus hispidus
Elymus hispidus là một loài thực vật có hoa trong họ Hòa thảo. Loài này được (Opiz) Melderis mô tả khoa học đầu tiên năm 1978.

## Hình ảnh

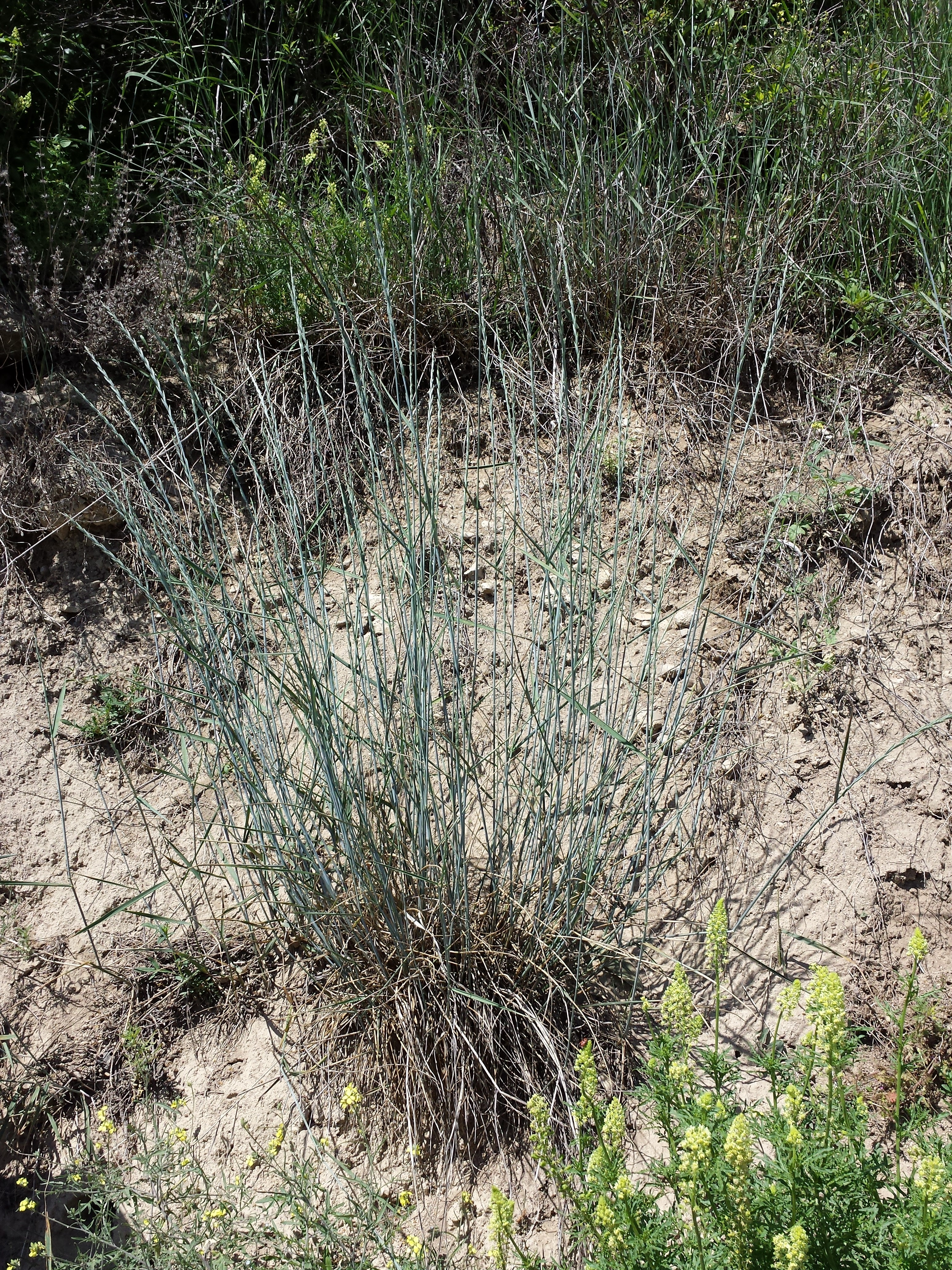